# Glipodes tertia
Glipodes tertia es una especie de coleóptero de la familia Mordellidae.

## Distribución geográfica
Habita en  Brasil.